# هاوارد کی. اسمیت
هاوارد کی. اسمیت (انگلیسی: Howard K. Smith؛ زاده ۱۲ مهٔ ۱۹۱۴ درگذشته ۱۵ فوریهٔ ۲۰۰۲) یک خبرنگار اهل ایالات متحده آمریکا بود. وی بین سال‌های ۱۹۴۰ تا ۲۰۰۰ میلادی فعالیت می‌کرد.